# Solo Solo
Solo Solo to dwupłytowy album muzyczny z piosenkami wokalistek J-popowej grupy muzycznej Puffy AmiYumi. Album wydany został w sierpniu 1997 (zobacz 1997 w muzyce). Na pierwszej płycie znajdują się piosenki w wykonaniu Ami Onuki, a na drugiej Yumi Yoshimury.

## Lista utworów

### Pierwsza płyta
Piosenki wykonane przez Ami Onuki:
1. 女の子男の子(大貫亜美) Onna No Ko Otoko No Ko (Girls & Boys)
2. Love Depth
3. Honey
4. That Sweet Smile
5. Be Someone Tonight
6. Snacks
7. ただいま(大貫亜美) Tadaima (I'm Home)

### Druga płyta
Piosenki wykonane przez Yumi Yoshimurę:
1. 天然の美(ビューティ)(吉村由美) Tennen No Bi (Natural Beauty)
2. 強気なふたり(吉村由美) Tsuyoki Na Futari
3. 花火(吉村由美) Hanabi (Fireworks)
4. V-A-C-A-T-I-O-N
5. それなりに(吉村由美) Sorenarini
6. 愛のオーラ(吉村由美) Ai No Aura (Love Aura)
7. わたしの望み(吉村由美) Watashi No Nozomi (My Wish)